# Tomás José Grigera
Tomás José Grigera (Grijera o Griguera) (Buenos Aires, 1753-Partido de San José de Flores, 24 de septiembre de 1829) fue el más destacado agricultor de comienzos del siglo XIX en las Provincias Unidas del Río de la Plata. Extremadamente popular entre los habitantes de los suburbios de la ciudad de Buenos Aires tuvo un papel protagónico en el llamado "movimiento de los orilleros" del 5 y 6 de abril de 1811, en apoyo de la facción del presidente de la Junta Grande Cornelio Saavedra, uno de los sucesos que mayor influencia tendría en el desarrollo político de la revolución.

## Biografía
Nació en Buenos Aires en 1753, hijo de Bernardo Grigera, nativo de Menaza, Burgos (España), de profesión peluquero, y de la criolla Clara Romero y Velasco, hija del juez José Romero y de Bernarda de Cáceres Saavedra.
Se dedicó desde joven a la agricultura. El 30 de septiembre de 1777 contrajo matrimonio con Beatriz Margarita Casaballe y Durán (1761-1823), hija del catalán Mariano Gabriel Casadevalle i Grassot Valls y la porteña Ana Xaviera Duran y Salas, con la que tuvo doce hijos: Manuel Antonio (ca 1779-1852), José Mariano(†1818), Basilia Antonia (1785-1869), Paula (†1823), Cipriana (ca 1790-1823), Hipólito (1792-1851), Mariano (†1859), Rufa Rosa (1797-1877), Hilario Mariano, Evaristo (1798-1869), Victorio (1804-1880) y María Inocencia Grijera (1806-1886).
Apenas casados los jóvenes esposos Grigera vivieron sus primeros años de matrimonio en una casona de la calle Belgrano, entre Tacuarí y Piedras. Sus hijos nacieron después de 1778 en la quinta de su propiedad en Monserrat.
En 1801 se instaló con una gran chacra en la zona del actual partido de Lomas de Zamora. El territorio cedido en 1737 al capitán Juan de Zamora, y que este había vendido en 1765 al colegio jesuítico Nuestra Señora de Belén, al ser expulsada la Compañía de Jesús en 1767 pasó a ser administrada por las Juntas de Temporalidades. El mismo año en que Grigera se afincó, había sido finalmente incorporada a la Real Hacienda con destino a mantener la caballada del Real Ejército, conociéndose también desde entonces como Estancia del Rey.
Al producirse las Invasiones Inglesas. Grigera se sumó a las milicias que en 1806 y 1807 vencieron a los británicos. El 13 de agosto de 1807 le fue otorgada una merced de tierras reales en La Magdalena "paraje nombrado las Cañuelas" de dos leguas de frente y tres de fondo.
Tenía fama de valiente: en ocasión de contemplar una corrida de toros en la plaza de Monserrat, como el matador se mostrara vacilante ante el toro enfurecido, Grigera saltó a la arena, tomó la espada y mató al animal siendo ovacionado por el público. Era también de espíritu generoso y altruista. Grigera "ejerció sobre sus vecinos una especie de patriarcado bondadoso y servicial", siendo requerido para resolver disputas y por su consejo, tanto en cuestiones de índole política como especialmente agrarias, ya que era considerado un experto en el oficio. Por esa consideración se le llamaba el alcalde de las quintas o el indiscutible caudillo de los quinteros.

### Revolución de Mayo

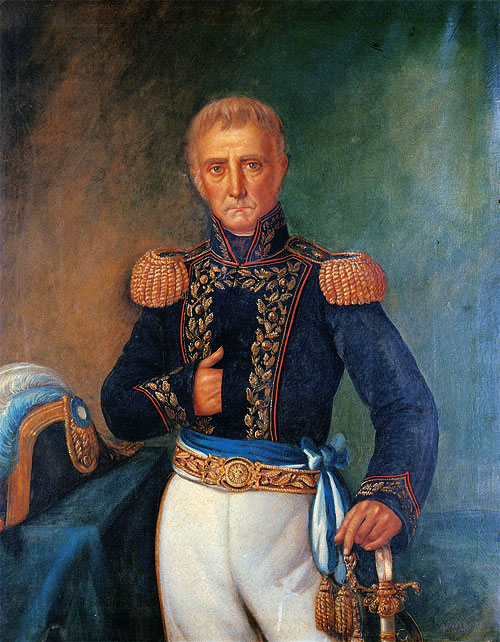
Cornelio Saavedra

Grigera apoyó la revolución del 25 de mayo. Tenía amistad personal con Cornelio Saavedra y cuando se produjo el enfrentamiento entre Saavedra y Mariano Moreno en la Primera Junta, Grigera se adhirió al presidente, no por cuestiones ideológicas, sino por amistad.
El cabildo de Buenos Aires le encargó "la demarcación de quarteles en las quintas de esta capital, para el arreglo de su policía ... desde Barracas hasta el bajo de la Recoleta", tarea que finalizó en marzo de 1811. Eso le permitió extender su influencia en las orillas, los suburbios de la ciudad.

### Movimiento de losorilleros
Tras la formación de la Junta Grande y la partida y muerte de Moreno, el sector que lo seguía quedó en minoría en el nuevo ejecutivo. Pronto se formó la Sociedad Patriótica que nucleó la oposición a la Junta controlada fundamentalmente por Saavedra, el deán Gregorio Funes y el diputado Manuel Felipe Molina.
A los efectos de consolidar la situación y anticipando un posible golpe, a comienzos de abril se produjo un movimiento dirigido por Grigera con el objetivo de purgar el gobierno de los morenistas remanentes, detener a los comandantes del único regimiento que les respondía en la ciudad, el América, a Agustín José Donado sindicado como el responsable de la Sociedad y establecer un estricto control interno. 
Un cronista relata así el inicio del levantamiento, en el que "se apeló a los hombres de poncho y chiripá contra los hombres de capa y casaca":

"Al anochecer del día 5 de abril empezaron a reunirse hombres emponchados y a caballo en los mataderos de Miserere, a la voz del alcalde de barrio don Tomás Grigera, cuyo nombre sólo conocido hasta ese día entre la pobre clase agricultora, principió a ser histórico para este país: a medianoche penetraron por las calles de la ciudad, y antes de venir el día ocuparon la plaza Mayor como mil quinientos hombres, pidiendo a gritos la reunión del cuerpo municipal, para elevar por su conducto sus reclamaciones al gobierno."
Ignacio Núñez, Noticias Históricas.

Cornelio Saavedra, relató que "se supo que don Tomás Grigera, alcalde de las Quintas, había en aquella mañana citado a los otros de su cuartel". Por orden de Saavedra, quien era sindicado como responsable último del movimiento, Grigera fue conducido ante la Junta a las dos de la mañana. Saavedra relataría así el interrogatorio: "previo el juramento que se le recibió, le pregunté: ¿Si era verdad que había procedido a citar y reunir los alcaldes de barrio y tenientes de cuartel? Respondió que sí. ¿He dado yo orden para tal citación? volví  a preguntar: No señor, contestó él. ¿Pues de cuya orden, o en virtud de que mandato ha procedido usted a hacerla? De orden del pueblo contestó Grigera. ¡Del pueblo! repliqué. ¿Quién es ese pueblo que le da a usted tales órdenes sin noticia ni conocimiento del gobierno? A lo que no respondía más que el "pueblo quiere, el pueblo tiene que pedir".
Grigera fue interrogado luego por el diputado morenista Hipólito Vieytes, sin salirse de su invocación al mandato del pueblo hasta que a las seis o siete de la mañana se formaron las tropas en la plaza con excepción del Regimiento América y una diputación de oficiales encabezada por Martín Rodríguez y Juan Ramón Balcarce, acompañado por el doctor Joaquín Campana, unos cuarenta hombres entre oficiales y paisanos, hizo liberar a Grigera.
La primera reacción de los miembros de la Sociedad Patriótica se reducía a la risa y la curiosidad por esa "nueva alianza de charreteras y chiripás que ejercitaba la mordacidad de la servidumbre". Se mezclaban entre los paisanos de la plaza, que habiendo desmontado "los unos se mantenían sentados, los otros tendidos en el santo suelo, comiendo o fumando" y les preguntaban a que iban, pero "no sabían para que los habían traído" solo se remitían a Grigera. Los jóvenes de la Sociedad luego iban a los cafés a "comentar y ridiculizar, sin embozo y a carcajadas, las ocurrencias y las grotescas actitudes de estos desvalidos soberanos".
Pero cerca del mediodía empezaron a tener noticias de los objetivos del movimiento y de su éxito, la deposición de los morenistas de la Junta (Miguel de Azcuénaga, Juan Larrea, Nicolás Rodríguez Peña, Hipólito Vieytes) y su deportación, junto a Domingo French y Antonio Luis Beruti, comandantes del Regimiento América, Ramón Vieytes, Gervasio Antonio Posadas, Felipe Cardoso y Agustín José Donado.
Grigera era el principal pero no el único alcalde que movilizaba: el petitorio aparecido en la Gazeta Extraordinaria del 15 de abril incluye las firmas de los alcaldes de los cuarteles 8 (Juan Pedro Aguirre, el único cuartel céntrico), 6 y 15 (Martín Grandoli y Miguel Arellano, de la periferia de la Concepción y el Alto), 17 (Rafael Ricardes, entre Monserrat y Lorea) y 20 (Fermín de Tocornal, en el extremo noroeste de la ciudad).
La revolución del 5 y 6 de abril sería con el tiempo unánimemente condenada. Bartolomé Mitre diría que "es la única revolución de la historia argentina, cuya responsabilidad nadie se ha atrevido a asumir ante la posteridad a pesar de haber triunfado completamente, y esta es la condenación más severa que pesa sobre la cabeza de sus autores".
El mismo Saavedra afirmaría que "fuese cual hubiese sido la intención de los que lo hicieron, sus resultados ocasionaron males a la causa de la patria".
Más allá de la obvia condena por parte de los depuestos y deportados, el movimiento sería criticado por dos razones fundamentales. Una, en tanto temprano antecedente de golpe contra la estabilidad del gobierno de la revolución: con el movimiento "Cornelio Saavedra abre la caja de Pandora", por cuanto "en aquella jornada se enseñó al pueblo de Buenos Aires y a todos los pueblos que se podían deponer y desterrar cuatro gobernadores: que en esta escuela se han fraguado otras varias mudanzas de gobierno por iguales medios u otros más o menos atroces."
La otra razón es la apertura de esa otra caja de Pandora, la apelación al bajo pueblo, a la plebe: "suponiendo pueblo a la última plebe del campo, con desdoro del verdadero del vecindario ilustre y sensato de esta ciudad", ya que hasta el momento la acción política representativa o revolucionaria había estado limitada a los vecinos principales. 
Otro de los deportados, Gervasio Posadas, afirmaría que "vinieron a la plaza Mayor aquella noche del 5 de abril todos los vecinos de los arrabales y quintas como unos opas y sin saber a que fin eran allí citados y traídos por un tal Grigera condecorado por Saavedra con el nombramiento de alcalde mayor". Efectivamente, el 12 de abril Grigera fue nombrado alcalde mayor.
Aún tiempo después se hablaría de "pueblo grigerino" o se diría que hay "grigerada" cuando se temía un levantamiento en las quintas o suburbios.

### Después de la política

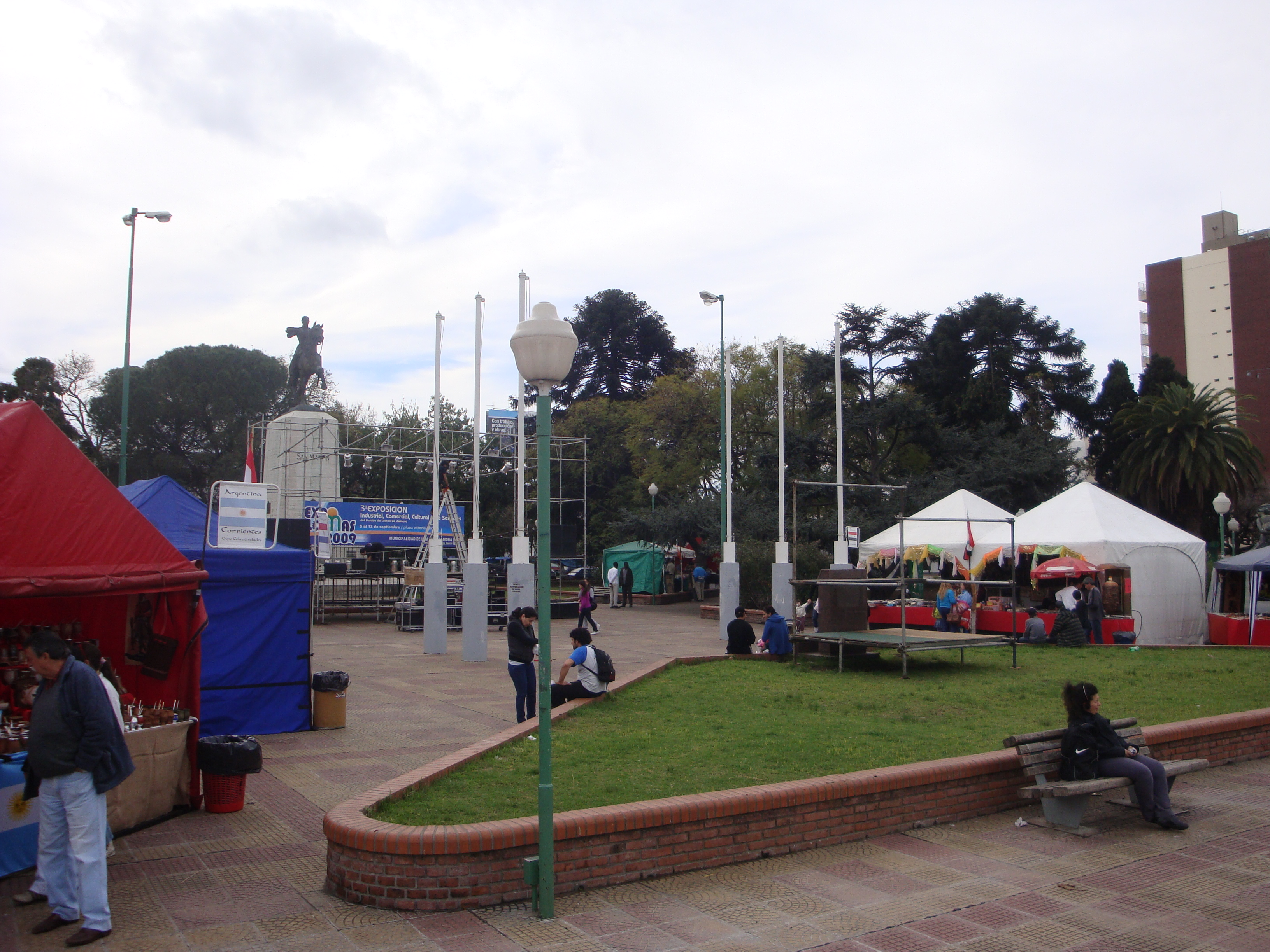
Plaza Victorio Grigera, en homenaje al hijo de Tomás, en el centro de Lomas de Zamora.

Al producirse la caída de Saavedra, Grigera fue detenido por el Cabildo y amenazado de destierro tras la revolución del 11 de septiembre del año siguiente. Finalmente quedó libre y abandonó definitivamente la política, pero sin perder ni su representatividad entre los quinteros, ni la consideración que eso le granjeaba de parte de las autoridades.
En 1814 solicitó al cabildo un tercio de manzana en Miserere. El 17 de octubre de 1815 el cabildo le concedió el despacho y título de Tasador Público de Quintas y Chacras. 
Como agricultor tenía un extraordinario éxito. Los productos de sus huertas y frutales eran muy cotizados. Sembró cereales, verduras y frutas, crio cerdos, gallinas, gusanos de seda y ovejas. Era también un innovador: fue el primero en cercar sus chacras y quintas con tunas, en los alrededores de Buenos Aires el primero que importó las mejores flores europeas, plantó frutales, formó montes de leña (la mayor parte de la consumida en la ciudad se recolectaba en el sur o en el delta, sin forestación alguna), inició las primeras sementeras de trigo, etc. Sus injertos fueron célebres: sandías sin semillas, flores originales, especialmente rosas, un durazno que llevaba su nombre, etc.
Grigera llevaba anotaciones detalladas sobre sus tareas, las que trasladó al primer tratado de la materia escrito por un argentino, el Manual de Agricultura. En 1817, el director Supremo Juan Martín de Pueyrredón envió al sabio Aimé Bonpland el borrador del Manual. Bonpland dio su apoyo con un extenso informe y el trabajo de Grigera fue finalmente publicado en la Imprenta de la Independencia en 1819, con el respaldo del gobierno a través de la compra de numerosos ejemplares: Gregorio Tagle el 6 de marzo de ese año escribió a los Alcaldes de la Santa Hermandad para que distribuyeran 72 ejemplares entre los agricultores.
Su carátula detallaba que "Contiene un resumen práctico para cada uno de los doce meses del año. Es muy útil para labradores principiantes". En 1831, ya muerto su autor, se publicó una nueva edición, una tercera en 1854 y una cuarta en Rosario en 1856.

Localización del partido de Lomas de Zamora, provincia de Buenos Aires.

En 1821 en su condición de Alcalde de las quintas, y en representación de los vecinos de Lomas, solicitó al gobernador Martín Rodríguez que el gobierno extendiera escrituras de los terrenos que los agricultores ocupaban, ya que en 1810, las tierras de Zamora, de posesión real, habían pasado a propiedad del estado, de "Estancia del Rey" a "Estancia del Estado". A esos efectos Grigera presentó un proyecto de parcelamiento en 30 chacras de 16 hectáreas (cuatro cuadras de lado) cada una. La petición fue concedida por el gobernador Martín Rodríguez y su ministro de gobierno Juan Manuel de Luca, quienes autorizaron a formar un asentamiento de traza ordenada y regular en las Lomas de Zamora y a practicar las correspondientes operaciones de mensura, deslinde y amojonamiento.
Finalizadas las tareas, el 14 de mayo de 1821 Tomás Grigera, actuando como delegado del gobierno, presidió la ceremonia de posesión.
Los propietarios de las chacras fueron Francisco Iberra, Pedro Rosas, Manuel de los Santos (esposo de Basilia Grigera), Juan Pablo Rodríguez, (esposo de Paula Grigera, condecorado por el Rey Carlos IV por su heroica participación en el Combate de Perdriel en 1806), Juan de Dios Olea, Tomás Grigera (después Victorio Grigera), Victorio Grigera (después Mariano Grigera), Evaristo Grigera, Rafael Alcaraz, Rafael Portela (esposo de Cipriana Grigera), Francisco Portela (su sobrino), Manuel Antonio Grigera, Juan Grigera, Mariano Grigera, Juan de Dios Grigera, Hipólito Grigera, Eugenio Grigera, Toribio Hernández, Pedro Sosa, Eugenio Suárez, Rufa Grigera, Anselmo Vález, Bruno Bustos, Pascual Romero, Antonio Luciano Ballester, Manuel José Grigera, María Grigera, Petrona Casaballe (su cuñada), Margarita Casaballe(la esposa de Tomás Grigera), Manuel Tobal y José Antonio Tobal (hijos de Francisco Tobal y Calvo de Moya casado con otra de sus cuñadas, Josefa Gabriela Joaquina Casaballe y Duran, y padrino de su boda).
Además de su chacra, Grigera obtuvo dos fracciones de mil varas de frente cada uno que le cedieron sus amigos Viamonte y Rondeau. En efecto, en 1819 parte del fraccionamiento de la estancia de Zamora había sido concedido al general Viamonte y a Felipe Robles, y luego al general Rondeau. Ambos las cederían luego a Grigera.
En 1821, el gobernador Rodríguez encargó a su ministro Bernardino Rivadavia la formación de una junta para fomentar el adelanto de todos los ramos de la industria y Grigera la integró.
Falleció en su quinta ubicada en el partido de San José de Flores, actual barrio de Floresta, el 24 de septiembre de 1829.
Fue inhumado en el primitivo cementerio de Flores, habilitado en 1807 y con frente a la actual calle Rivera Indarte.
Grigera tenía la figura característica de los hombres de las orillas, era alto y delgado, de cabellos y barbas negras de ojos benignos pero retraídos entre dos cejas bastante pobladas. Su modo de hablar y sus conceptos, siempre graves y sentenciosos, revelaban el hábito que había contraído de resolver las contiendas de sus convecinos con máximas de moral y de buena ley, según él lo entendía.
Clemente Onelli lo llamó el prócer del trabajo de campo en las Provincias Unidas del Río de la Plata y pidió que se diera su nombre a una de las calles que rodean la Facultad de Agronomía.